# Lindsay Hoyle
Sir Lindsay Harvey Hoyle (Lancashire, 10 de junho de 1957) é um político britânico que atualmente atua como Presidente da Câmara dos Comuns do Reino Unido desde 4 de novembro de 2019. Antes de sua eleição para presidente, serviu como Membro do Parlamento por Chorley desde 1997. Durante seu mandato como Membro do Parlamento, Hoyle foi vice-presidente da Câmara do presidente John Bercow. Hoyle é conhecido por ser um dos poucos membros da câmara que não se posicionou em relação ao Brexit.